# Horojanka, Monastîrîska
Horojanka (în ucraineană Горожанка) este localitatea de reședință a comunei Horojanka din raionul Monastîrîska, regiunea Ternopil, Ucraina.

## Demografie
Componența lingvistică a localității Horojanka
     Ucraineană (99,79%)
     Alte limbi (0,2%)
Conform recensământului din 2001, majoritatea populației localității Horojanka era vorbitoare de ucraineană (99,79%), existând în minoritate și vorbitori de alte limbi.